# Бомбардиране на Талин
Талин – столицата на Естония, е бомбардиран няколко пъти през Втората световна война.

## Бомбардиране

### През 1941 г.
Талин е бомбардиран през 1941 г. – в началото на юни и се задълбочават през август поради съветските нападения за евакуирането на жителите на града, елементи на балтийски флота, образувания на 8-ите армейски, и промишлени активи, важни за военно производство.

### През 1942 г.
Талин бива бомбардиран и през 1942 г. – май и септември.

### През 1943 г.
През 1943 г. Талин отново е бомбардиран от Червената ъвздушна армия – февруари, март, август и септември.

### През 1944 г.
Най-опустошителното нападение над Талин е съветското нападение – вечерта на 9 март 1944 г., където загиват 463-ма души и 659 ранени; 20 000 души остават бездомни; около 10% от сградите на столицата са унищожени. Паднали са повече от 3000 бомби- като близо 2000 са нацистки.

## Паметници
Улица Harju в стария град служи като паметник за жертвите на нападението. Руините сега са запълнени и парк е изграден над тях след внимателна археологическа работа.